# 日本口唇口蓋裂協会

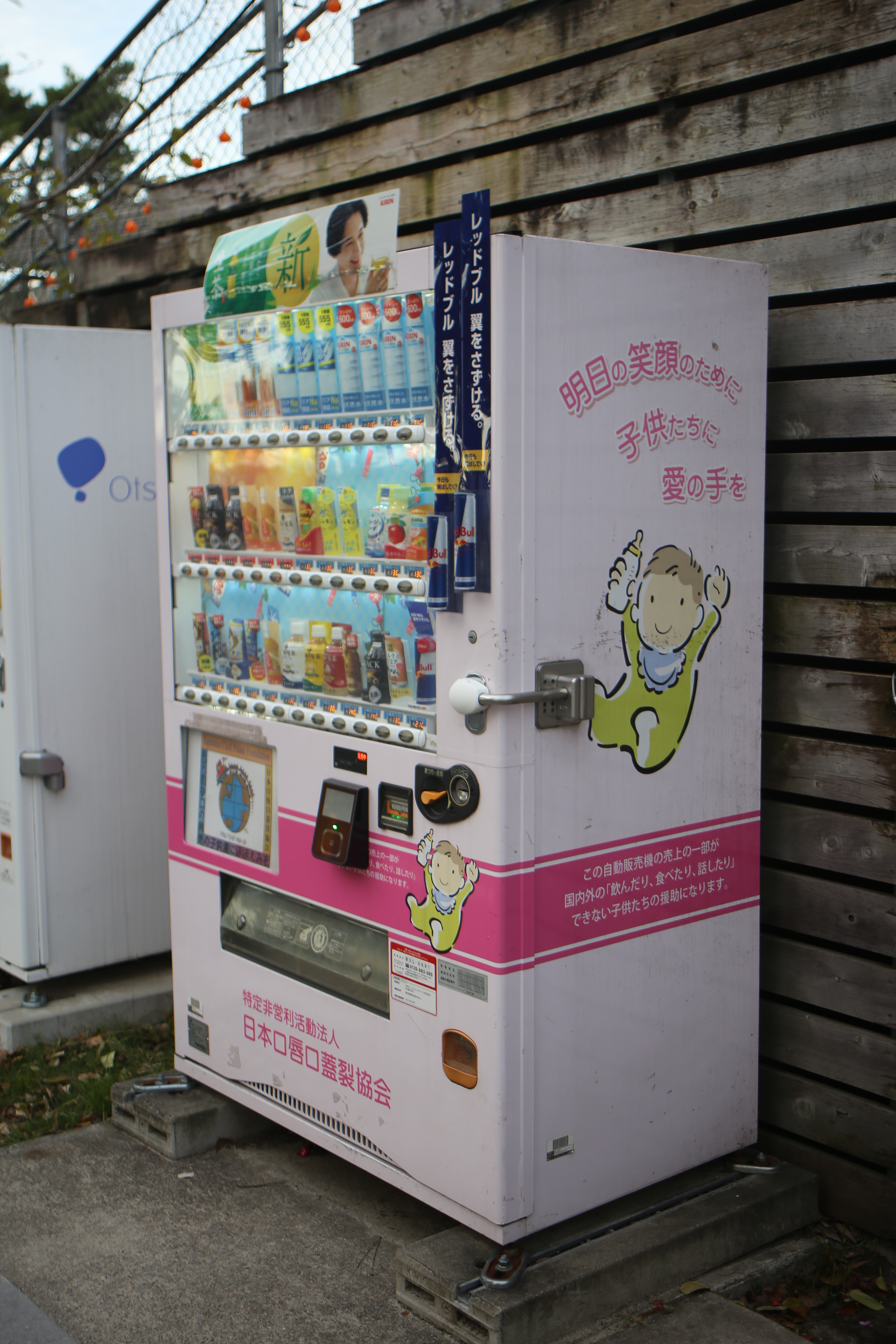
売上の一部が口唇口蓋裂の子供の援助として使われる自動販売機（名古屋市北区、2022年10月）

特定非営利活動法人日本口唇口蓋裂協会（にほんこうしんこうがいれつきょうかい、英語: Japan Cleft Palate Foundation、略称：JCPF）は、先天的な口の病気の子供達の健やかな成長を願って活動している口唇口蓋裂についての特定非営利活動法人である。
日本口唇口蓋裂協会は、口唇口蓋裂ホットライン、主にベトナムをはじめとする東南アジアなどへの海外医療援助、口唇口蓋裂に関する会報の発行、口唇口蓋裂に関する講演会・上映会、口唇口蓋裂遺伝カウンセリング、遠隔言語訓練システムの活動を行っている。
1992年に設立され、2002年には特定非営利活動法人（NPO）として認証され、2003年4月には国連認定法人（ロスター）の資格を得て、2010年には認定特定非営利活動法人（認定NPO法人）として認定を受けている。

## 組織
- 本部：愛知県名古屋市千種区末盛通二丁目11番地　愛知学院大学附属病院 口唇口蓋裂センター内
- 事務局：愛知県名古屋市千種区姫池通3番地7　101号室
- 代表者：川口文夫